# Centrale hydroélectrique Bicaz-Stejaru
Pour les articles homonymes, voir Bicaz.
La Centrale hydroélectrique Bicaz-Stejaru est un complexe d'énergie hydroélectrique construit sur la Bistrița, à quelques kilomètres en amont de la ville de Bicaz, dans le județ de Neamț.
Le barrage forme le plus grand lac de retenue de Roumanie, le lac Izvorul Muntelui, d'une longueur de 40 km et d'une profondeur maximale de 97 m qui est un atout touristique pour la région.
Le barrage a été construit entre les Monts Gicovanu et Obcina Horștei de 1950 à 1960 sous le régime communiste.